# 鷹鵰
熊鷹（學名：Nisaetus nipalensis），又名熊鷹、山鷹鵰、赫氏角鷹、赫氏鷹鵰、亞洲鷹鵰、山地鷹鵰，是鷹科亞洲鷹鵰屬的猛禽，一般棲息於中高海拔的常绿森林，种加词取自指名亚种的主产地尼泊尔。

## 外觀
熊鷹是一種偏大的鷹科猛禽，一般身長63至80公分，翼展140至165公分。成年的熊鷹的上半身呈棕色，有白色的下半身、羽毛和尾巴。牠們的胸部、腹部和後翅有很明顯的黑白（或棕白）相間條紋。牠們的翅膀很寬，在飛行時呈V型，熊鷹的亞成鳥通常有白色頭部。

## 生物學
熊鷹通常分布1,000～3,000公尺左右之中高海拔原始闊葉林或針闊混合林內，牠們一般會在樹上築巢，每次產卵只產下一顆卵。通常以小型哺乳動物、鳥類和爬行動物為食。。其族群數量極稀少，獵食時大多採伏擊方式，於視野遼闊之枝椏上俯瞰，當獵物出現時，即悄然滑行後接近獵物再急速俯衝突擊。

## 亚种
- 鷹鵰指名亚种（学名： Hodgson, 1836）。分布於巴基斯坦東北部、喜馬拉雅山脈、中國雲貴高原至東南丘陵與海南島一帶、台灣、中南半島北部山區至緬甸南部的德林達依省及馬來西亞的北部與蘭卡威等地區。[4]
- 鷹鵰东方亚种（学名： （Temminck & Schlegel, 1844） ）。主要分布於日本，可能也分布於中國東北與內蒙古、朝鮮半島與俄羅斯遠東地區。该物种的模式产地在日本。[5]
- 鷹鵰印南亚种（学名： （Legge, 1878） ）。分布於印度西高止山脈與斯里蘭卡。

## 與人類關係
- 族群稀少，且為養鷹者熱衷的對象，賴以生存之中、高海拔原始森林頻遭砍伐及人為開發壓力，本種的生存岌岌可危，在台灣為第一級保育類。[3][6]

- 熊鷹在台灣原住民排灣族及魯凱族文化中有重要意涵。如部分排灣族地區的神話傳說中，族人往生後會化身為百步蛇，百步蛇年邁凋零後身上會漸漸長出羽毛，死後化為熊鷹；排灣族群相傳熊鷹為了不讓羽毛被人類直接拔去，預知生命臨終前會以急速飛行向山壁衝撞，讓羽毛自然脫落，而非直接拔下。排灣族人頭飾上的羽飾即為貴族身份以上階級象徵，若拾獲羽毛必須將其給部落王族或貴族過目，因此規範禁獵熊鷹。[3]

## 外部鏈結
- 【呼叫妙博士】20150306 - 消失的山林尊王-山地鷹雕- YouTube （页面存档备份，存于）